# Nornik bawarski
Nornik bawarski (Microtus bavaricus) – gatunek gryzonia z rodziny chomikowatych, występujący obecnie wyłącznie w Austrii.

## Klasyfikacja
Gatunek ten opisał naukowo Claus König w 1962 roku. Miejsce typowe to Garmisch-Partenkirchen w Alpach Bawarskich w Niemczech. Należy do podrodzaju Terricola, do grupy gatunków pokrewnych nornikowi darniowemu (Microtus subterraneus). Gatunek wyodrębnił się, kiedy zlodowacenie Würm podzieliło populacje przodków tych gryzoni, norników alpejskich (M. multiplex) i norników dynarskich (M. liechtensteini).

## Wygląd
Jest to niewielki gryzoń, choć przeważnie nieco większy niż nornik darniowy. Głowa i ciało mają długość 90–160 mm, ogon 34–40 mm, a tylna stopa 16–17 mm. Masa ciała to 18–18 gramów. Ma jasny szarobrązowy grzbiet i szarobiały brzuch z żółtawym odcieniem. Oczy są bardzo małe, uszy są ukryte w futrze. Ogon z wierzchu ma ten sam kolor co grzbiet, od spodu jest szarobiały.

## Występowanie
Nornik bawarski jest endemitem Północnych Alp Wapiennych. W Niemczech wyginął i obecnie jego zasięg występowania jest ograniczony do jednego siedliska w Tyrolu w Austrii, w paśmie Rofan. Występuje od 730 do 1000 m n.p.m.
W Niemczech nornik bawarski występował na łąkach piętra alpejskiego, przy czym jedno z miejsc występowania zostało zniszczone w trakcie budowy szpitala, a drugie wskutek przekształcenia w pastwisko. W Austrii zamieszkuje otwarty las mieszany, w którym dominują świerki i występują liczne potoki.

## Tryb życia
Gryzoń ten prowadzi naziemny tryb życia, kopie nory. Ma kilka faz aktywności w ciągu doby. Poza norami najaktywniejszy jest jesienią, biega w ukryciu gęstej roślinności. Żywi się korzeniami i zielonymi częściami roślin, konkurując o pokarm z nornikiem zwyczejnym (M. arvalis) i darniowym. Polują na niego łasice, lisy, sowy i ptaki drapieżne. Niewiele wiadomo o jego rozrodzie; samice rodzą młode 2–3 razy w roku.

## Populacja
Nornik bawarski w Niemczech ostatni raz był widziany w 1962 roku. Został uznany za gatunek wymarły. Zadziałał tu jednak tzw. efekt Łazarza: w latach 1976–77 odkryto populację żyjącą w Tyrolu, którą w 2000 roku przypisano do gatunku Microtus bavaricus na podstawie badań genetycznych i kariologicznych. Międzynarodowa Unia Ochrony Przyrody uznaje nornika bawarskiego za gatunek krytycznie zagrożony. Został objęty ochroną przez kraj Tyrol, a w ustawodawstwie europejskim wymienia go załącznik II konwencji berneńskiej (Konwencja o ochronie gatunków dzikiej flory i fauny europejskiej oraz ich siedlisk), jako gatunek podlegający ścisłej ochronie. Tym niemniej nadal zagraża mu utrata siedlisk.